# Pierre de Foix-Lautrec
Pierre de Foix (dit aussi Pierre de Lautrec ou de Foix-Lautrec) fut vicomte de Lautrec et de Villemur, entre 1436 et sa mort, en 1454.

## Biographie
Pierre de Foix est le fils cadet de Jean Ier de Foix et de sa seconde épouse Jeanne d'Albret, fille du connétable Charles Ier d'Albret.
Il reçoit en héritage de son père (1436) la vicomté de Lautrec, en Albigeois et la seigneurie de Villemur mais il en laisse finalement la gestion à son frère ainé (1439)
Il se montre fidèle auxiliaire de son frère ainé Gaston IV de Foix lors des dernières campagnes de la guerre de Cent Ans en Gascogne. Il participe ainsi à la prise de Mauléon (1449), et aux sièges de Dax et de Bayonne (1451). En 1453, il se signale au siège de Cadillac.
Il accompagne en 1454 son frère Gaston IV en Touraine à la cour de Charles VII et c'est durant son séjour qu'il meurt subitement.

## Mariage et descendance
Pierre de Foix avait épousé le 23 juillet 1449 Catherine d'Astarac, fille ainée de Jean III, comte d'Astarac et héritière de sa première épouse Jeanne de Barbazan (elle-même fille héritière d'Arnault Guilhem de Barbazan), et fut père de :
- Madeleine de Foix, dame de Castillon ;
- Jean de Foix, né posthume en 1454, vicomte de Lautrec.